# ليندسي وود
ليندسي وود (12 مايو 1961 - )  (بالإنجليزية: Lindsay Wood)‏ هو لاعب كريكت بريطاني.

## وصلات خارجية
- ليندسي وود على موقع إي آس بي آن كريك إنفو (الإنجليزية)